# Fingerhirse
Fingerhirse (Eleusine coracana (L.) Gaertn., Syn.: Cynosurus coracanus L.) ist eine Getreideart und eine Nutzpflanze aus der Familie der Süßgräser (Poaceae).
Der wissenschaftliche Gattungsname Eleusine leitet sich aus dem Griechischen ab. Es handelt sich um einen Beinamen der Getreidegöttin Demeter nach ihrem berühmten Heiligtum in der attischen Stadt Eleusis. Das Epithet coracan leitet sich wohl aus dem altindischen kora (bewegliches Gelenk) ab, während das zweite Element sich von griechisch kánna (Rohr) herleiten könnte.

## Beschreibung
Diese einjährige krautige Pflanze ist ein sich bestockendes Gras und erreicht Wuchshöhen von 30 bis 90 cm. Sie endet in einer Fingerähre mit fünf bis sieben Einzelähren, die sich an der Spitze meist krallenartig nach innen krümmen. Jede bis 10 cm lange Einzelähre trägt 60 bis 80 vier- bis sechsblütige Ährchen in zwei Reihen. Ausnahmsweise verwachsen hier die Samen- und Fruchtschalen nicht miteinander, und die kleinen, rundlichen, 1 bis 2 mm dicken Körnchen, die leicht aus der faltigen Fruchtwand herausfallen, sind Samen und nicht Karyopsen.
Es sind zwei Typen beschrieben worden: Afrikanischer Hochland-Typ und Afro-Asiatischer Typ.
Die Chromosomenzahl beträgt 2n = 36.

## Vorkommen

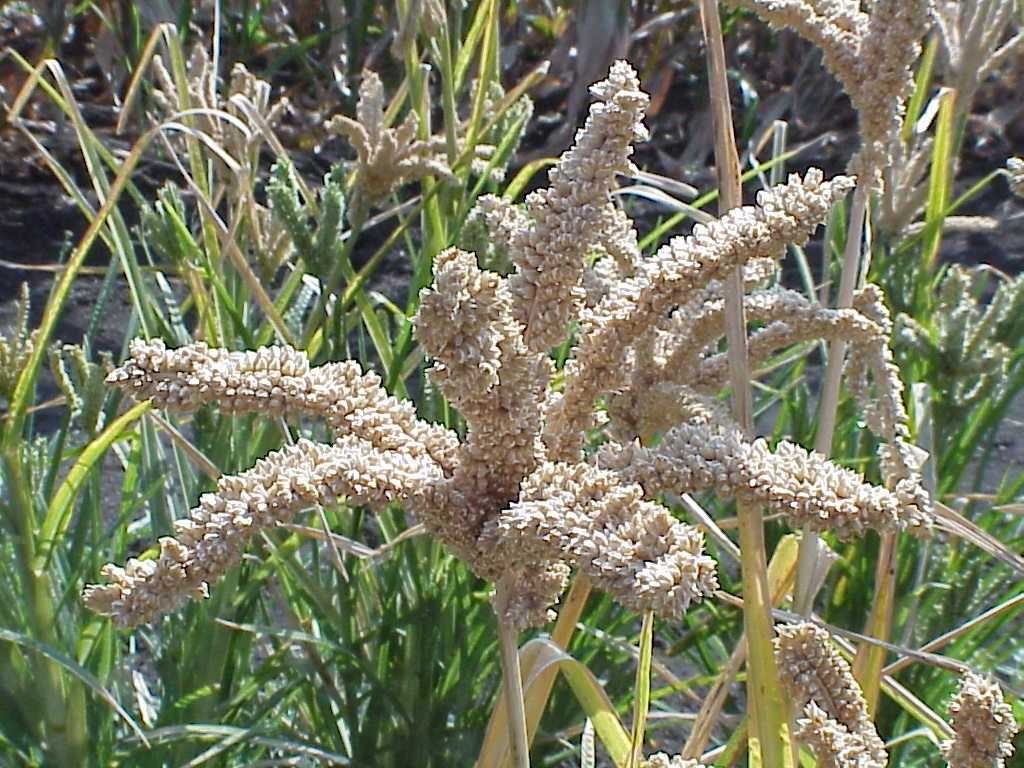
Fingerhirse in Äthiopien

Die Art stammt aus Indien oder dem Sudan. Manche Autoren vermuten, dass die Art ursprünglich aus Afrika stammt, aber bereits vor 3.000 Jahren nach Indien gebracht und dort angebaut worden ist. In Teilen Südindiens und Zentralafrikas ist sie die Hauptnahrung auf dem Lande. Nach R. Govaerts kam sie ursprünglich vom tropischen West-Afrika bis Angola und Sokotra vor.
Im Gegensatz zu Perlhirse und Sorghum wächst Fingerhirse am besten in feuchten Klimaten. In Indien sowohl wie in Afrika wächst es am besten in Gebieten mit mittleren Niederschlagssummen zwischen 800 und 1.200 Millimeter pro Jahr. Im Himalaya liegen die höchsten Anbauflächen bei 2300 Meter Meereshöhe.

## Ökologie
Fingerhirse ist eine Kurztagspflanze, die etwa 12 Stunden Licht pro Tag benötigt.

## Taxonomie und Systematik
Die Fingerhirse wurde 1759 von Carl von Linné in Systema naturae 10. Auflage, Band 2 Seite 875 als Cynosurus coracanus ("Coracan") erstbeschrieben. Die Art wurde 1788 von Joseph Gaertner in De Fructibus et Seminibus Plantarum Band 1 Seite 8 Tafel 1 als Eleusine coracana (L.) Gaertn. in die Gattung Eleusine gestellt. Ein Synonym ist Eleusine indica subsp. coracana (L.) Lye.
Man kann 2 Unterarten unterscheiden:
- Eleusine coracana subsp. africana (Kenn.-O'Byrne) Hilu & de Wet: Sie kommt ursprünglich in Afrika und in Madagaskar vor.[3]
- Eleusine coracana subsp. coracana.

## Inhaltsstoffe
Im Korn sind 13 % Wasser, 8 % Eiweiß, 1,2 % Fett, 72 % Kohlenhydrate, 4,2 % Rohfaser und 2,7 % Mineralstoffe enthalten. Der physiologische Brennwert beträgt 1.430 kJ/100 g (341,6 kcal/100 g).

## Anbau und Verwendung
Es werden 5 bis 13 dt/ha, bei Bewässerung die doppelte Menge erzielt. In der Regel werden 80 % der Ähren reif. Sie werden erst gedroschen, nachdem sie in der Sonne getrocknet worden sind. Die trockenen Körner können bis zu einem Jahr gelagert werden, ohne dass sie an Qualität einbüßen. Bei der Lagerung wird Fingerhirse nur selten von Insekten-Vorratsschädlingen oder von Pilzen befallen und wird auch aus diesem Grund gerne genutzt.
Fingerhirse wird oft im Fruchtwechsel angebaut, so im Wechsel mit stickstoffbindenden Leguminosen wie Erdnuss (Arachis hypogea), Kuhbohne, Augenbohne (Vigna unguiculata (L.) Walp. ssp. unguiculata), Straucherbse (Cajanus cajan (L.) Millsp.), aber auch mit anderen Feldfrüchten wie Ramtillkraut (Guizotia abyssinica (L. f.) Cass.).
Obwohl die Schätzungen sehr ungenau sind, da die Angaben manchmal auch Sorghum mit umfassen, wird davon ausgegangen, dass Fingerhirse derzeit auf einer Fläche von etwa 3,8 Millionen ha angebaut wird.

## Pflanzenkrankheiten
- Reisbrandpilz (Magnaporthe grisea = Pyricularia grisea)
- Fingerhirse-Nematode (Heterodera delvii)

## Zubereitungen
In Indien wird Fingerhirse unter dem Namen Ragi vor allem in Karnataka und Andhra Pradesh angebaut, verarbeitet und verzehrt. Das Ragimehl wird zu Fladenbrot verbacken oder als Kloß gekocht (englisch: Ragi Ball, Kannada: rāgi mudde). In fermentierter gemälzter Form wird es Getränken oder Joghurt beigemischt. Ragimehl wird auch zu einer breiartigen Paste verarbeitet.
In Uganda wird ein Brei aus heißem Wasser oder heißer Milch und dem Mehl der Fingerhirse oft als „porridge“ zum Frühstück oder Abendessen gereicht. Der entstehende Brei wird gezuckert, für zusätzlichen Geschmack wird oft auch ein wenig Zitronensaft hinzugefügt. In Teilen von West- und Norduganda gibt es sogenanntes „Hirsebrot“ (millet bread, kalo) – dies sind weiche, braune Fladen aus aufgekochter Hirse, die als Beilage gereicht werden. In Teilen von Westuganda wird Fingerhirse geröstet und danach gemahlen, dieses Mehl wird anschließend mit Cassava Mehl gemischt und unter ständiger Hitzezufuhr und Wasser zu Kalo verarbeitet.

## Namen
Da Fingerhirse eine sehr alte Kulturpflanze ist, werden in den Anbaugebieten teilweise sehr alte Namen verwendet.
- Arabisch: Tailabon
- Äthiopien: Dagussa (Amharic/Sodo), tokuso (amharic), barankiya (Oromo)
- Indien: Ragi (Kannada), Kelvaragu (Tamil), Maduva (in Teilen Nordindiens)
- Kenia: Wimbi (kiswahili), mugimbi (Kikuyu)
- Nepal: Koddo
- Sambia: Kambale, lupoko, mawele, majolothi, amale, bule
- Simbabwe: Rapoko, zviyo, njera, rukweza, mazhovole, uphoko, poho
- Sri Lanka: Kurakkan
- Sudan: Tailabon (Arabisch), ceyut (Bari)
- Swahili: Wimbi, ulezi
- Tansania: Mwimbi, mbege
- Uganda: Bulo